# Karl-Markus Gauß
Karl-Markus Gauß (* 14 de maig del 1954 a Salzburg) és un escriptor en llengua alemanya, assagista i editor. Viu a Salzburg/Àustria.

## Biografia
Gauß va estudiar filologia alemanya a Salzburg i començà a publicar assaigs molt aviat a la revista literària Wiener Tagebuch. Des del 1991, Gauß és editor de la revista literària Literatur und Kritik de l'editorial Otto Müller Verlag de Salzburg. Els seus temes personals es mostren també a la revista. A més, escriu articles i assaigs per a diaris i revistes a tots els països germanòfons, per exemple per a Die Zeit, Frankfurter Allgemeine Zeitung, Neue Zürcher Zeitung, Salzburger Nachrichten i Die Presse. Des del 2006, Karl-Markus Gauß és membre de l'Acadèmia Alemanya per a la Llengua i la Literatura (Deutsche Akademie für Sprache und Dichtung), i el 2007 fou proclamat doctor honoris causae per la universitat de Salzburg.

## Obra
Gauß és conegut sobretot pels seus assaigs. Escriu per a un món humà i mostra amb molta ironia les paradoxes i les perversions de la vida moderna. Molts dels seus llibres descriuen minories i ètnies, sobretot de l'Europa oriental. Els seus assaigs i els seus llibres de viatges han presentat al públic alemany nombrosos escriptors dels països del centre i l'est d'Europa.

## Premis
- 2007 Mitteleuropa-Preis
- 2006 Georg Dehio-Buchpreis
- 2005 Manès-Sperber-Preis Viena
- 2004 René-Marcic-Preis
- 2001 Ehrenpreis des österreichischen Buchhandels für Toleranz in Denken und Handeln
- 1998 Bruno-Kreisky-Preis für das politische Buch per a Ins unentdeckte Österreich
- 1997 Europäischer Essaypreis Charles Veillon per a Das Europäische Alphabet
- 1994 Österreichischer Staatspreis für Kulturpublizistik
- 1994 Buchprämie des Bundesministeriums für Unterricht und Kunst
- 1992 Literaturstipendium der Stadt Salzburg
- 1989 Buchprämie des Bundesministeriums für Unterricht und Kunst
- 1988 Staatsstipendium des Bundesministeriums für Unterricht und Kunst
- 1987 Internationaler Preis von Portoroz für Essayistik

## Obra traduïda al català
- Europeus en extinció. Trad. Meritxell Serra. Barcelona, Símbol editors, 2007 ISBN 978-84-95987-52-5

## Obres en alemany (tria)
- Die versprengten Deutschen. Unterwegs in Litauen, durch die Zips und am Schwarzen Meer. Paul Zsolnay Verlag, Viena 2005 ISBN 3-552-05354-9
- Wirtshausgespräche in der Erweiterungszone. Otto Müller Verlag, Salzburg 2005 ISBN 3-7013-1102-1
- Die Hundeesser von Svinia. Paul Zsolnay Verlag, Viena 2004 ISBN 3-552-05292-5
- Von nah, von fern. Ein Jahresbuch. Paul Zsolnay Verlag, Viena 2003 ISBN 3-552-05286-0
- Mit mir, ohne mich. Ein Journal. Paul Zsolnay Verlag, Viena 2002 ISBN 3-552-05181-3
- Kurt Kaindl: Die unbekannten Europäer. Fotoreise zu den Aromunen, Sepharden, Gottscheern, Arbëreshe und Sorben. Mit Texten von Karl-Markus Gauß. Otto Müller Verlag, Salzburg 2002 ISBN 3-7013-1060-2
- Die sterbenden Europäer.. Paul Zsolnay Verlag, Viena 2001 ISBN 3-552-05158-9
- Der Mann, der ins Gefrierfach wollte. Albumblätter. Paul Zsolnay Verlag, Viena 1999 ISBN 3-552-04936-3
- Ins unentdeckte Österreich. Nachrufe und Attacken. Paul Zsolnay Verlag, Viena 1998 ISBN 3-552-04878-2
- Das europäische Alphabet. Paul Zsolnay Verlag, Viena 1997 ISBN 3-552-04827-8
- Inge Morath: Donau. Mit einem Essay von Karl-Markus Gauß. Otto Müller Verlag, Salzburg 1995 ISBN 3-7013-0916-7
- Ritter, Tod und Teufel. Essay. Wieser Verlag, Klagenfurt 1994 ISBN 3-85129-149-2
- Die Vernichtung Mitteleuropas. Essays. Wieser Verlag, Klagenfurt 1991 ISBN 3-85129-043-7
- Der wohlwollende Despot. Über die Staatsschattengewächse - Essay. Wieser Verlag, Klagenfurt 1989 ISBN 3-85129-018-6
- Tinte ist bitter. Literarische Porträts aus Barbaropa - Essays. Wieser Verlag, Klagenfurt 1988 ISBN 3-85129-003-8
- Wann endet die Nacht. Über Albert Ehrenstein - ein Essay. Edition Moderne, Zuric 1986 ISBN 3-907010-24-8
- Zu früh, zu spät, Zsolnay Verlag 2007, Viena ISBN 3-552-05397-2